# Karl Ståhl
Karl Vilhelm "Kalle" Ståhl, född 2 augusti 1973 i Alingsås, är en svensk tidigare fotbollsspelare (mittback), som representerade AIK och Gif Sundsvall i Allsvenskan.
Ståhls moderklubb är Floda BoIF. Han kom 1990 till AIK, där han dock aldrig blev ordinarie. Efter åtta allsvenska matcher för klubben gick han 1995 till Gif Sundsvall, där han spelade ända till 2004 innan han avslutade elitkarriären.
Ståhl spelade åren 1990–1991 tre U17-landskamper för Sverige.